# Kværndrup
Kværndrup è un centro abitato della Danimarca situato nella regione della Danimarca Meridionale (Syddanmark) sull'isola di Fionia. 
Kværndrup dista 9 chilometri da Ringe, 15 da Svendborg, 23 da Faaborg e 25 da Nyborg.

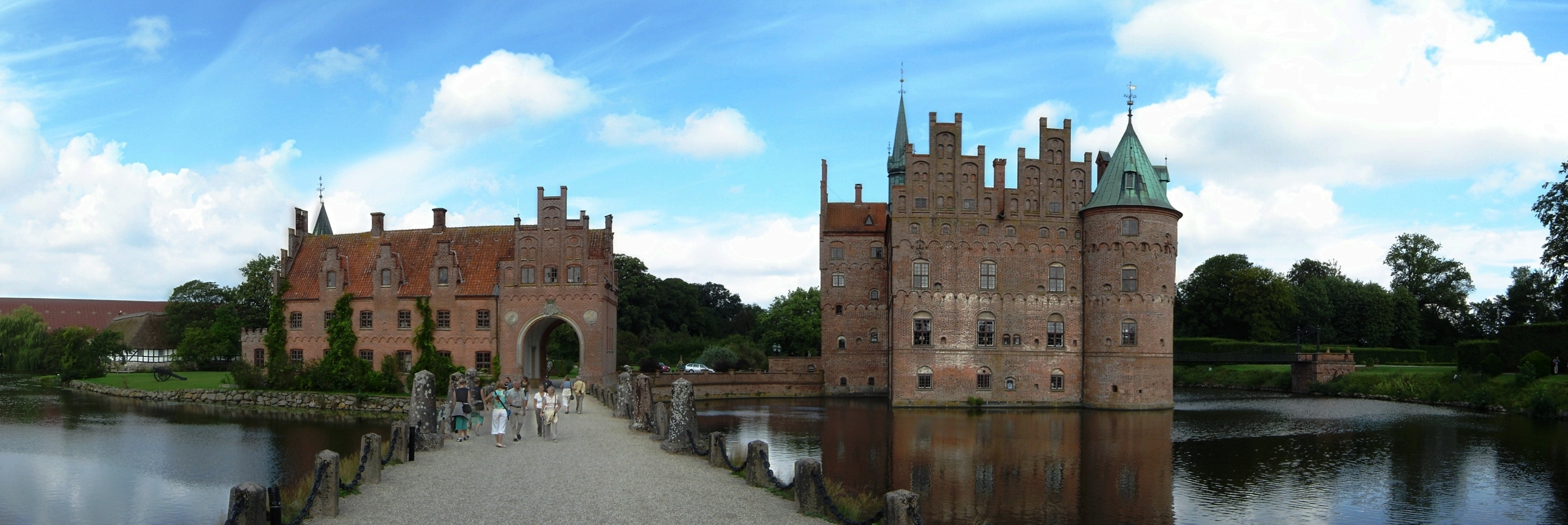
Il castello di Egeskov

## Monumenti e luoghi di interesse
- Castello di Egeskov, considerato uno dei castelli meglio conservati dal Rinascimento.